# Barbara Price Wallach
Barbara Price Wallach (* 31. August 1946 in Roanoke) ist eine US-amerikanische Altphilologin.

## Leben
Die Tochter von Benjamin Thomas und Geneva Mae Price erwarb 1968 den Bachelor in Latein am Mary Washington College, 1970 den Master of Arts in Classics an der University of Illinois und 1974 den Doctor of Philosophy in Klassischer Philologie an der University of Illinois. Sie lehrte als Professorin für Altertumswissenschaften an der University of Missouri.
Vom 22. August 1970 bis zu dessen Tod war sie mit dem Philologen und Historiker Luitpold Wallach verheiratet.
Ihre Forschungsschwerpunkte sind griechische und römische Rhetorik und Oratorium; Thetische Rhetorik und Argumentation; Ciceros Paradoxa Stoicorum; Ciceros Pro Pro Cluentio; Lukrez; Alkuin.

## Schriften (Auswahl)
- Lucretius and the diatribe against the fear of death. De rerum natura III 830–1094. Leiden 1976, ISBN 90-04-04564-3.